# Alexander Schalck-Golodkowski
Alexander Schalck-Golodkowski (Berlin, 1932. július 3. – Rottach-Egern, 2015. június 21.) német politikus. Az NDK Kereskedelmi Minisztériumának osztályvezetője 1956 és 1962 között, 1967 és 1975 között helyettes külkereskedelmi miniszter, 1966-tól 1986-ig pedig a Kommerzielle Koordinierung (KoKo) vezetője.
Édesapja orosz volt, nyolcéves korában fogadta be a Schalck család.
Amíg a KoKo élén volt, hatalommal való visszaéléseket, adócsalásokat követett el, a vizsgálat alól Nyugat-Berlinbe szökött.

## Művei
- Erwirtschaftung zusätzlicher Devisen im Bereich Kommerzielle Koordinierung. (PDF; 507 kB) Doktorarbeit an der Juristischen Hochschule des MfS
- Deutsch-deutsche Erinnerungen. Rowohlt Verlag, Reinbek b. Hamburg 2000, ISBN 3-498-06330-8.